# Нант (аеропорт)
Аеропорт Нант-Атлантік (фр. Aéroport Nantes Atlantique), (IATA: LYS, ICAO: LFLL) — міжнародний аеропорт, що обслуговує Нант, Франція. Розташований за 8 км SW від міста, в Бугене.
Аеропорт є хабом для:
- Volotea
- Transavia France
- Easyjet
- Société HOP!

## Авіалінії та напрямки, листопад 2019

### Пасажирські
| Авіакомпанія        | Пункт призначення |
| ------------------- | --- |
| Aegean Airlines     | Сезонні: Афіни, Іракліон |
| Aer Lingus          | Сезонні: Дублін |
| Air Corsica         | Сезонні: Аяччо, Бастія |
| Air France          | Дюссельдорф, Гамбург, Лілль, Ліон, Марсель, Ніцца, Париж-Шарль де Голль, Париж-Орлі, Страсбург, Тулуза Сезонні: Аяччо, Бастія, Кальві, Фігарі, Тулон |
| Air Transat         | Сезонні: Монреаль-Трюдо |
| British Airways     | Сезонні: Лондон-Хітроу |
| Brussels Airlines   | Брюссель (завершення 23 листопада 2019) |
| Chalair Aviation    | Бордо, По |
| Corendon Airlines   | Сезонний: Ізмір (з 12 квітня 2020) |
| easyJet             | Агадір, Берлін-Тегель, Більбао, Копенгаген, Гранада, Лілль, Лісабон, Лондон-Гатвік, Лондон-Лутон, Ліон, Марракеш, Мілан-Мальпенса, Ніцца, Порту, Рим-Ф'юмічіно, Танжер, Тель-Авів, Тенерифе-Південний, Тулуза Сезонні: Барі, Бастія, Бристоль, Катанія, Дубровник, Ібіца, Іракліон, Ліверпуль, Ольбія                                                                           |
| easyJet Switzerland | Базель-Мюлуз-Фрайбург, Женева |
| Flybe               | Бірмінгем, Манчестер |
| Iberia Express      | Мадрид |
| Iberia Regional     | Мадрид |
| KLM                 | Амстердам |
| Lufthansa           | Мюнхен |
| Luxair              | Люксембург (з 30 березня 2020) |
| Nouvelair           | Джерба, Туніс Сезонні: Монастір |
| Royal Air Maroc     | Касабланка |
| Ryanair             | Брюссель-Шарлеруа (з 29 березня 2020), Дублін, Единбург, Фес, Лондон-Станстед, Мальта, Манчестер, Марсель, Неаполь, Севілья, Валенсія Сезонні: Східний Мідландс |
| Smartwings          | Сезонні: Фуертевентура, Лансароте, Тенерифе-Південний, Варна |
| TAP Air Portugal    | Лісабон |
| Tassili Airlines    | Алжир |
| Transavia France    | Агадір, Алжир, Берлін-Шенефельд, Будапешт, Касабланка, Катанія, Копенгаген, Женева (з 27 жовтня 2019),, Стамбул (з 31 жовтня 2019), Мадейра, Лісабон, Марракеш, Оран, Порту, Рим-Ф'юмічіно, Туніс Сезонні: Афіни, Джерба, Фару, Іракліон, Мальта, Монастір, Міконос, Палермо, Санторині, Севілья, Тель-Авів, Тенерифе-Південний, Венеція                                        |
| TUI fly Belgium     | Агадір, Марракеш Сезонні:Малага, Пальма-де-Мальорка Сезонний чартер: Джерба, Дубровник, Каламата, Подгориця, Варна |
| Tunisair            | Джерба, Туніс |
| Volotea             | Бастія, Фару, Фуертевентура, Гран-Канарія, Лансароте, Мадрид, Малага, Монпельє, Неаполь, Ніцца (з 10 квітня 2020), Пальма-де-Мальорка, Прага, Страсбург, Тенерифе-Південний, Тулуза, Венеція, Відень Сезонні: Аяччо, Аліканте, Кальярі, Корфу, Дубровник, Фігарі, Міконос, Ольбія, Палермо, Перпіньян, Піза, Пула, Санторині, Спліт, Танжер, Валенсія, Варна (з 14 квітня 2020) |
| Vueling             | Аліканте, Барселона, Гран-Канарія, Малага, Рим-Ф'юмічіно Сезонні: Пальма-де-Мальорка, Севілья, Тенерифе-Південний |

### Cargo
| Авіакомпанія | Пункт призначення               |
| ------------ | ------------------------------- |
| DHL Aviation | Східний Мідландс, Лейпциг/Галле |